# Bartolomeo Pagano

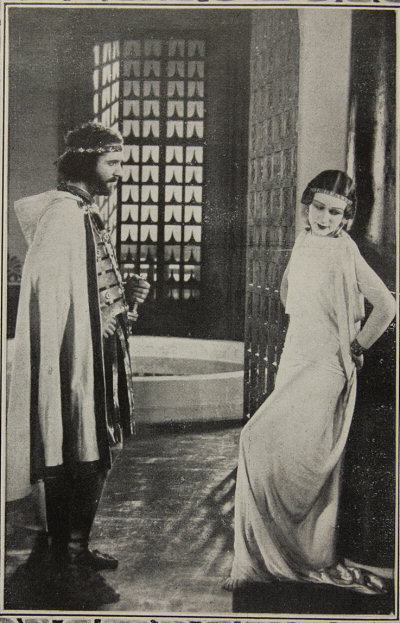
Fotografía publicitaria de la película Judith y Holofernes (1929).

Bartolomeo Pagano (Génova, 27 de septiembre de 1878 - ibíd., 24 de junio de 1947) fue un actor italiano de cine mudo célebre sobre todo por su interpretación del papel de Maciste.
Estibador en el puerto de Génova, accedió al estrellato cinematográfico en 1914 gracias a su interpretación del personaje de Maciste en el péplum Cabiria del director piamontés Giovanni Pastrone, para el que fue designado gracias a su poderoso físico. Gracias a este papel, que representó en numerosas películas bajo la dirección de Pastrone, Bartolomeo Pagano se convirtió en un conocido actor internacional que realizó películas que cosecharon un notable éxito, además de en Italia, en Alemania y Francia, hasta el punto de que a Douglas Fairbanks en sus principios se le llamó el Maciste americano. Pagano desempeñó habitualmente el papel de héroe, valiente forzudo y gigante bueno. Para el fascismo emergente que exaltaba lo heroico, Maciste era el símbolo de superhombre a quien imitar. Bartolomeo Pagano, enfermo de artrosis reumatoide, se retiró en 1926 acabando sus días en silla de ruedas.
Hizo, no obstante, un último trabajo en 1929: la representación del personaje de Holofernes en la película Giuditta e Oloferne, de Baldassarre Negroni, con la bailarina Ya Rúskaya (Yevguéniya Fiodorovna Borisenko, 1902-1970) en el papel de Judith. 
Bartolomeo Pagano murió en su chalet "Maciste", en Génova.

## Filmografía parcial
- Cabiria (Giovanni Pastrone, 1914)
- Maciste (Giovanni Pastrone, 1914)
- Maciste alpino (Giovanni Pastrone, 1914)
- Maciste atleta (Giovanni Pastrone, 1918)
- Maciste y el sobrino de América (1923)
- Maciste emperador (1924)
- Maciste contra el jeque (1925)
- Maciste en el infierno (1925)
- Maciste en la jaula de los leones (1926)
- El gigante de los Dolomitas (1926)
- Judith y Holofernes (1929)